# Oradour-Saint-Genest
Pour les articles homonymes, voir Oradour.
Oradour-Saint-Genest est une commune française située dans le département de la Haute-Vienne en région Nouvelle-Aquitaine.

## Géographie

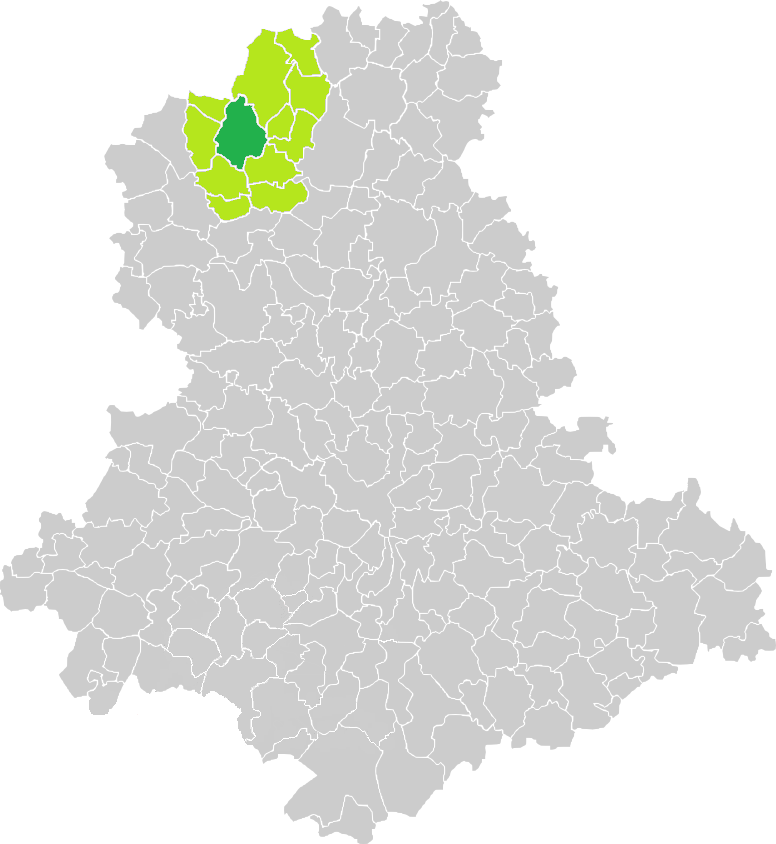
Situation de la commune d'Oradour-Saint-Genest en Haute-Vienne.

Les limites de la commune sont définies en grande partie par le parcellaire et à l'est par la Brame (rivière) sur environ 1 km.
La commune est traversée par la Brame d'est en ouest, par l'axe D 942 Poitiers - Guéret et par la ligne de chemin de fer Poitiers - Limoges du nord au sud.
Au nord, est située la forêt du Ris-Chauveron.
Le débit de la Brame à Oradour-Saint-Genest a été observé pendant 38 ans (1971-2008). Son débit moyen interannuel y est de 2,30 m3/s. Le débit instantané maximal enregistré a été de 72,8 m3/s le 6 janvier 1982, tandis que la valeur journalière maximale était de 51,2 m3/s le même jour.
|                        | Lathus-Saint-Rémy (Vienne) | Azat-le-Ris |
| Val-d'Oire-et-Gartempe | Oradour-Saint-Genest       | La Bazeuge  |
| Saint-Sornin-la-Marche | Le Dorat                   | Dinsac      |

### Climat
Pour des articles plus généraux, voir Climat de la Nouvelle-Aquitaine et Climat de la Haute-Vienne.
Historiquement, la commune est exposée à un climat océanique limousin.  
En 2020, Météo-France publie une typologie des climats de la France métropolitaine dans laquelle la commune est exposée à un climat océanique altéré et est dans la région climatique  Poitou-Charentes, caractérisée par un bon ensoleillement, particulièrement en été et des vents modérés.
Pour la période 1971-2000, la température annuelle moyenne est de 11,4 °C, avec une amplitude thermique annuelle de 15 °C. Le cumul annuel moyen de précipitations est de 887 mm, avec 12,5 jours de précipitations en janvier et 7,3 jours en juillet. Pour la période 1991-2020, la température moyenne annuelle observée sur la station météorologique la plus proche, située sur la commune du Dorat à 4 km à vol d'oiseau, est de 12,0 °C et le cumul annuel moyen de précipitations est de 912,7 mm,. Pour l'avenir, les paramètres climatiques de la commune estimés pour 2050 selon différents scénarios d’émission de gaz à effet de serre sont consultables sur un site dédié publié par Météo-France en novembre 2022.

## Urbanisme

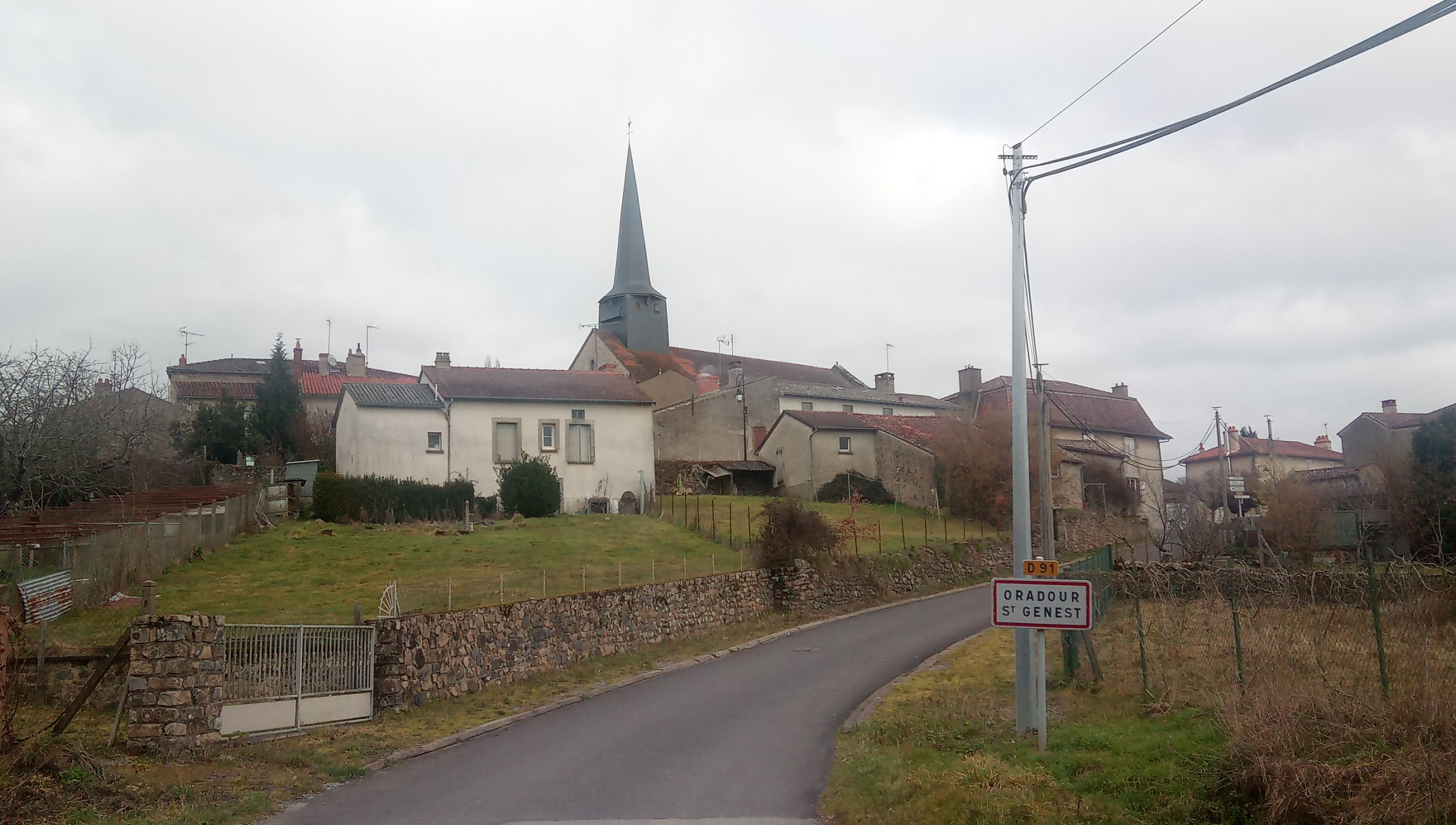
Oradour Saint Genest - vue sur le bourg

### Typologie
Au 1er janvier 2024, Oradour-Saint-Genest est catégorisée commune rurale à habitat très dispersé, selon la nouvelle grille communale de densité à sept niveaux définie par l'Insee en 2022.
Elle est située hors unité urbaine et hors attraction des villes,.

### Occupation des sols
L'occupation des sols de la commune, telle qu'elle ressort de la base de données européenne d’occupation biophysique des sols Corine Land Cover (CLC), est marquée par l'importance des territoires agricoles (96,9 % en 2018), en diminution par rapport à 1990 (98,9 %). La répartition détaillée en 2018 est la suivante : 
prairies (78,2 %), zones agricoles hétérogènes (13,4 %), terres arables (5,3 %), forêts (2,5 %), milieux à végétation arbustive et/ou herbacée (0,6 %). L'évolution de l’occupation des sols de la commune et de ses infrastructures peut être observée sur les différentes représentations cartographiques du territoire : la carte de Cassini (XVIIIe siècle), la carte d'état-major (1820-1866) et les cartes ou photos aériennes de l'IGN pour la période actuelle (1950 à aujourd'hui).

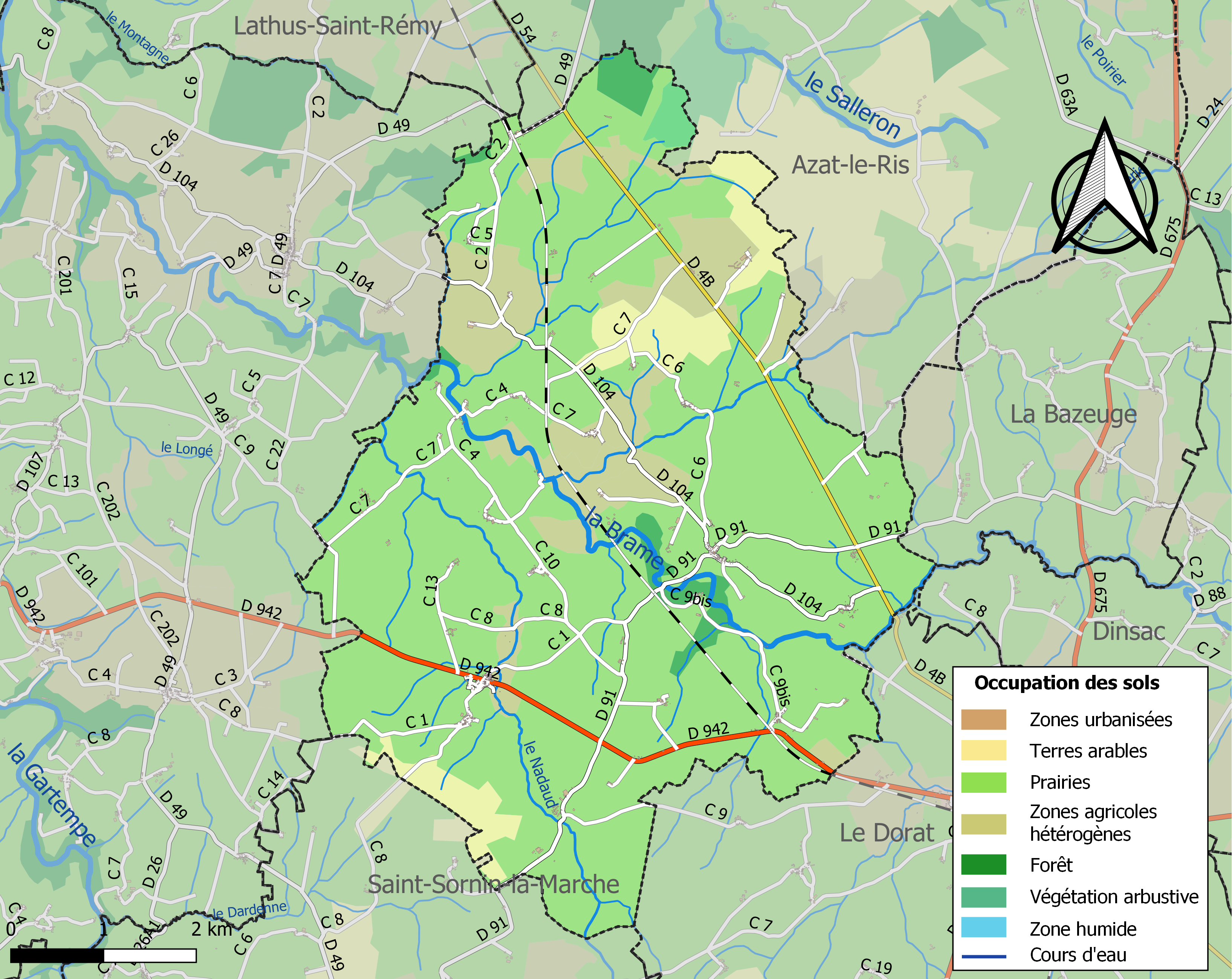
Carte des infrastructures et de l'occupation des sols de la commune en 2018 (CLC).

### Risques majeurs
Le territoire de la commune d'Oradour-Saint-Genest est vulnérable à différents aléas naturels : météorologiques (tempête, orage, neige, grand froid, canicule ou sécheresse) et séisme (sismicité faible). Il est également exposé à un risque technologique,  le transport de matières dangereuses, et à un risque particulier : le risque de radon. Un site publié par le BRGM permet d'évaluer simplement et rapidement les risques d'un bien localisé soit par son adresse soit par le numéro de sa parcelle.

#### Risques naturels

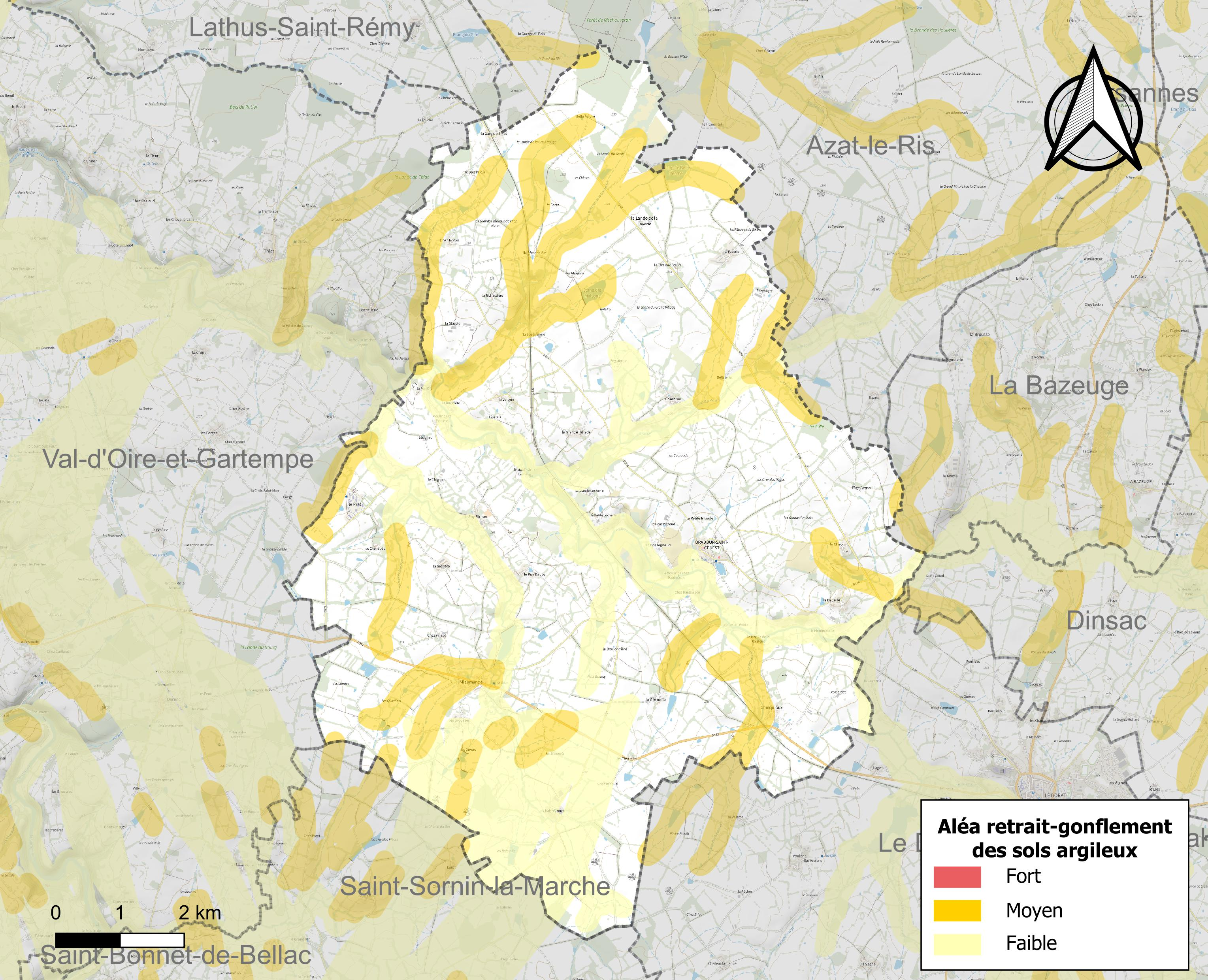
Carte des zones d'aléa retrait-gonflement des sols argileux d'Oradour-Saint-Genest.

Le retrait-gonflement des sols argileux est susceptible d'engendrer des dommages importants aux bâtiments en cas d’alternance de périodes de sécheresse et de pluie. 18,3 % de la superficie communale est en aléa moyen ou fort (27 % au niveau départemental et 48,5 % au niveau national métropolitain). Depuis le 1er octobre 2020, en application de la loi ÉLAN, différentes contraintes s'imposent aux vendeurs, maîtres d'ouvrages ou constructeurs de biens situés dans une zone classée en aléa moyen ou fort,.
La commune a été reconnue en état de catastrophe naturelle au titre des dommages causés par les inondations et coulées de boue survenues en 1982 et 1999 et par des mouvements de terrain en 1999.

#### Risque particulier
Dans plusieurs parties du territoire national, le radon, accumulé dans certains logements ou autres locaux, peut constituer une source significative d’exposition de la population aux rayonnements ionisants. Selon la classification de 2018, la commune d'Oradour-Saint-Genest est classée en zone 3, à savoir zone à potentiel radon significatif.

## Toponymie
L'origine du nom d'Oradour est le mot latin oratorium qui signifie oratoire, lieu consacré à la prière.
Ce terme a notamment donné orador en marchois, dialecte du Croissant de transition entre le limousin et le poitevin, traditionnellement parlé localement,,.
Durant la Révolution, la commune porte le nom d'Oradour-sur-Brame.

## Histoire
Le château de la Perrière, dont les origines remontent au XIVe siècle avec une tour carrée, fut construit après au XVIe siècle. En 1750, année où il tomba en ruine, il était le centre d'une baronnie.
Jean de Seychaud, seigneur de la Perrière en 1450, fonda une vicairie en l'église d'Oradour Saint-Genest.
L'abbé Leclerc signala une voie gallo-romaine passant par la Grande Intrade et la Petite Intrade, franchissant la Brame au Moulin du Roi pour monter par un grand chemin tout droit au château du Dorat (actuellement Jardin anglais).

## Politique et administration
| Période                                  | Période   | Identité             | Étiquette | Qualité |
| ---------------------------------------- | --------- | -------------------- | --------- | ------- |
| mars 2001                                | mars 2008 | Claude Dubois-Gachet |           |         |
| mars 2008                                | En cours  | Gilles Reynaud       |           |         |
| Les données manquantes sont à compléter. |           |                      |           |         |

## Démographie
L'évolution du nombre d'habitants est connue à travers les recensements de la population effectués dans la commune depuis 1793. Pour les communes de moins de 10 000 habitants, une enquête de recensement portant sur toute la population est réalisée tous les cinq ans, les populations de référence des années intermédiaires étant quant à elles estimées par interpolation ou extrapolation. Pour la commune, le premier recensement exhaustif entrant dans le cadre du nouveau dispositif a été réalisé en 2007.

En 2022, la commune comptait 354 habitants, en évolution de +3,51 % par rapport à 2016 (Haute-Vienne : −0,68 %, France hors Mayotte : +2,11 %).
| 1793  | 1800  | 1806  | 1821  | 1831  | 1836  | 1841  | 1846  | 1851  |
| ----- | ----- | ----- | ----- | ----- | ----- | ----- | ----- | ----- |
| 1 212 | 1 433 | 1 290 | 1 277 | 1 268 | 1 338 | 1 142 | 1 169 | 1 190 |

| 1856  | 1861  | 1866  | 1872  | 1876  | 1881  | 1886  | 1891  | 1896  |
| ----- | ----- | ----- | ----- | ----- | ----- | ----- | ----- | ----- |
| 1 122 | 1 202 | 1 282 | 1 337 | 1 242 | 1 236 | 1 269 | 1 307 | 1 355 |

| 1901  | 1906  | 1911  | 1921 | 1926 | 1931 | 1936 | 1946 | 1954 |
| ----- | ----- | ----- | ---- | ---- | ---- | ---- | ---- | ---- |
| 1 260 | 1 291 | 1 199 | 949  | 935  | 857  | 848  | 802  | 739  |

| 1962 | 1968 | 1975 | 1982 | 1990 | 1999 | 2006 | 2007 | 2012 |
| ---- | ---- | ---- | ---- | ---- | ---- | ---- | ---- | ---- |
| 696  | 627  | 586  | 493  | 466  | 392  | 396  | 396  | 372  |

| 2017 | 2022 | - | - | - | - | - | - | - |
| ---- | ---- | - | - | - | - | - | - | - |
| 333  | 354  | - | - | - | - | - | - | - |

## Lieux et monuments
- La Lanterne des Morts d'Oradour-Saint-Genest, d'une hauteur de 8,6 m, est un fanal du XIIe siècle situé dans le cimetière qui dépendait autrefois du monastère des Récollets. Le sommet, octogonal et creux, se termine par une lanterne à huit ouvertures surmontée d’une toiture conique avec une croix de pierre. Le fanal est posé sur un piédestal de cinq marches. Il fait l’objet d’un classement au titre des monuments historiques depuis 1899[29].
- Vestiges de voie antique au gué.
- Église Saint-Genest d'Oradour-Saint-Genest à nef unique, d'aspect archaïque, avec une nef reconstruite au XVIIIe siècle et un clocher couvert en bardeaux.
- Château de la Rivaillerie : manoir fortifié des XVe et XVIe siècles.
- Château de Chiron.
- Château de la Périère, aux donjon et tours ruinés des XIIIe et XIVe siècles, dominant la vallée de la Brame.

### Personnalités liées à la commune
- Arsène Bonneaud (1884-1944), résistant français mort en déportation, est né à Oradour-Saint-Genest.

## Pour approfondir